# اژدرمارواران
اژدرمارواران یا بوآواران (به لاتین: Booidea)، یک بالاخانواده از مارها است که دربرگیرنده بوآها (خانواده اژدرماران) و دیگر مارهای مانند بوآهای نزدیک به آن است (اما نه مارهای پایتون، که در یک بالاخانواده جداگانه به نام Pythonoidea هستند). از سال ۲۰۱۷، اژدرمارواران شامل ۶۱ گونه، از جمله مارهای بوآی نوگرمسیری، آناکونداها (سرده آناکوندا) و بوآهای درختی و رنگین‌کمانی کوچک‌تر (Corallus , Epicrates، و Chilabothrus) و همچنین چندین سرده از مارهای اژدرمارواران مختلف است. در سراسر جهان: Candoia از گینه نو و ملانزی، بوآهای شنی (Eryx) از شمال شرق آفریقا، خاورمیانه، و جنوب غرب آسیا، Charina و Lichanura از آمریکای شمالی، Ungaliophis و Exiliboa از آمریکای مرکزی، Acrantophis و Sanzinia از ماداگاسکار، و کالاباریا از مناطق گرمسیری غرب مرکزی آفریقا است.